# Visakhapatnam Airport
Visakhapatnam Airport (marathi: विशाखापट्टणम विमानतळ, hindi: विशाखापट्टनम विमानक्षेत्र, franska: Aéroport de Visakhapatnam) är en flygplats i Indien.   Den ligger i distriktet Vishākhapatnam och delstaten Andhra Pradesh, i den sydöstra delen av landet, 1 400 km söder om huvudstaden New Delhi. Visakhapatnam Airport ligger 7 meter över havet.
Terrängen runt Visakhapatnam Airport är kuperad åt nordost, men åt sydväst är den platt.  Närmaste större samhälle är Visakhapatnam, 5,2 km sydväst om Visakhapatnam Airport. Runt Visakhapatnam Airport är det i huvudsak tätbebyggt.